# (108) Hécube
(108) Hécube (désignation internationale (108) Hecuba) est un astéroïde de la ceinture principale découvert par Robert Luther le 2 avril 1869. Son nom reprend celui d'Hécube, personnage de la mythologie grecque.

## Compléments